# Санчес, Розалин
Розали́н Са́нчес Родри́гес (исп. Roselyn Sánchez Rodríguez; 2 апреля 1973, Сан-Хуан, Пуэрто-Рико) — пуэрто-риканская певица, автор песен, фотомодель, актриса

, продюсер и сценаристка.

## Биография
Розалин Санчес Родригес родилась в Сан-Хуане, Пуэрто-Рико. Её отец работал специалистом по маркетингу, мать — домохозяйка. Розалин воспитывалась вместе с тремя старшими братьями. После школы Розалин поступила в университет Пуэрто-Рико на специальность маркетинга, но через три года бросила обучение и начала заниматься пением и танцами.
В начале девяностых годов Санчес приняла участие в эстрадном комедийном варьете Qué Vacilón, которое имело большой успех за пределами Пуэрто-Рико. После этого она переехала в Нью-Йорк и в 1992 году впервые появилась в кино в эпизодической роли в комедии «Капитан Рон», с участием Курта Рассела. В 1993 году Розалин завоевала титул Miss Puerto Rico Petite, а через год — Miss America Petite.
Как актриса, Санчес начала свою карьеру с роли в дневной мыльной опере «Как вращается мир» в 1996-97 годах. После она снялась в синдикационном сериале «Слава Лос-Анджелеса», а на большом экране появилась в фильме 1999 года «Ограбление» с Джейми Фоксом. Также в 1999 году она получила свою первую регулярную роль в прайм-тайм на национальном телевидении, в недолго просуществовавшем сериале «Райан Колфилд: Год первый».
Прорывом в карьере Санчес стала роль в комедийном фильме 2001 года «Час пик 2», что привело её к основным ролям в фильмах «Морское приключение», «База «Клейтон»» и «Эдисон». В 2005 году она выступила как автор сценария и исполнительница главной роли в фильме «Амарилис».
Санчес известна также и как певица. В 2003 году вышел её музыкальный альбом Borinqueña, состоящий из двенадцати композиций в латиноамериканском стиле. В 2004 году первый сингл альбома — «Amor, Amor» был номинирован на Латинскую Грэмми в категории Лучшее музыкальное видео. Розалин также снималась в видеоклипах Крейга Дэвида («Hidden Agenda» и «Personal») и Fabolous («Make Me Better»)
В качестве модели Розалин появлялась на обложках и страницах журналов, таких как «Maxim» (в 2007, 2008 для издания в Испании, 2011 году для издания в Мексике, входила в горячий ТОП-100 (англ. Hot 100 по версии журнала в 2001, 2002 и 2006 годах)), «FHM» (входила в ТОП-100 самых сексуальных женщин (англ. 100 Sexiest Women по версии журнала в 2005, 2006, 2009 годах), «AskMen» (входила в ТОП-99 самых желанных женщин (англ. Top 99 Most Desirable Women по версии журнала в 2005 и 2006 годах), «Watch! Magazine» (2009 год).
С 2005 по 2009 год, Санчес исполняла роль специального агента ФБР Элены Дельгадо в сериале «Без следа». На большом экране она нашла успех благодаря ролям в коммерчески успешных фильмах «План игры» (2007) и «Закон доблести» (2012). В 2013 году Розалин Санчес вернулась на телевидение с регулярной ролью в комедийном сериале канала Lifetime «Коварные горничные», где сыграла начинающую певицу Кармен Луну.

## Личная жизнь
С 1998 по 2001 годы Розалин была замужем за актёром Гэри Стретчем, затем у неё были отношения с пуэрто-риканским певцом Виктором Мануэлем, которые закончились в 2005 году. С 29 ноября 2008 года Розалин замужем во второй раз за актёром Эриком Уинтером. У супругов двое детей — дочь Сибилла Роуз Винтер (родилась 4 января 2012 года) и сын Дилан Гэбриел Винтер (родился 3 ноября 2017 года). Санчес много рассказывала о своей борьбе с эндометриозом и бесплодием в попытках забеременеть.
Розалин Санчес является активным защитником прав животных и членом PETA, для акции которой против ношения меха снялась обнажённой
. Известно, что в 2008 году Санчес была выбрана пресс-секретарём фонда Fundación de Niños San Jorge, который помогает и оказывает поддержку больным детям из бедных семей.

## Фильмография
| Год          |    | Русское название            | Оригинальное название     | Роль                                                               |
| ------------ | -- | --------------------------- | ------------------------- | ------------------------------------------------------------------ |
| 1992         | ф  | Капитан Рон                 | Captain Ron               | Кларисса / Clarisse                                                |
| 1996—1997    | с  | Как вращается мир           | As the World Turns        | Пилар Доминго / Pilar Domingo                                      |
| 1997—1998    | с  | Fame L.A.                   | Fame L.A.                 | Лили Аргуэльо / Lili Arguelo                                       |
| 1999         | ф  | Ограбление                  | Held Up                   | Трина / Trina                                                      |
| 1999         | с  | Райан Колфилд: Год первый   | Ryan Caulfield: Year One  | Ким Верас / Kim Veras                                              |
| 2000         | с  | Детектив Нэш Бриджес        | Nash Bridges              | Делинда Сантьяго и Белинда Крус / Delinda Santiago & Belinda Cruz  |
| 2001         | ф  | Час пик 2                   | Rush Hour 2               | Изабелла Молина                                                    |
| 2002         | ф  | Морское приключение         | Boat Trip                 | Габриэлла / Gabriella                                              |
| 2002         | с  | Свояки                      | In-Laws                   | Дани / Dani                                                        |
| 2002         | с  | Шоу Дрю Кэри                | The Drew Carey Show       | Мария / Maria                                                      |
| 2002         | ф  | Ночной охотник              | Nightstalker              | Габриэлла Мартинес / Gabriella Martinez                            |
| 2003         | ф  | База «Клейтон»              | Basic                     | Нуньез / Nunez                                                     |
| 2003         | ф  | В погоне за Папи            | Chasing Papi              | Лорена / Lorena                                                    |
| 2003—2004    | с  | Прочная сеть                | L.A. Dragnet              | Детектив Элана Масиас / Det. Elana Macias                          |
| 2004         | ф  | Воровство                   | Larceny                   | Анджелла / Angela                                                  |
| 2005         | ф  | Гангстерские войны 2        | State Property 2          | Окружной прокурор / D. A.                                          |
| 2005         | ф  | Новичок                     | Underclassman             | Карен Лопес / Karen Lopez                                          |
| 2005         | с  | Коджак                      | Kojak                     | Помощник окружного прокурора Кармен Уоррик / ADA Carmen Warrick    |
| 2005—2009    | с  | Без следа                   | Without a Trace           | Елена Дельгадо / Elena Delgado                                     |
| 2005         | ф  | Кайо                        | Cayo                      | Джулия в молодости / Young Julia                                   |
| 2005         | ф  | Эдисон                      | Edison                    | Мария / Maria                                                      |
| 2005         | в  | Тир                         | Shooting Gallery          | Джезебел Блэк / Jezebel Black                                      |
| 2006         | ф  | Амарилис                    | Yellow                    | Амарилис Кампос, также сценарист и продюсер / Amaryllis Campos     |
| 2007         | ф  | План игры                   | The Game Plan             | Моник Васкес / Monique Vasquez                                     |
| 2009         | ф  | Прекрасный сон              | The Perfect Sleep         | Порфирия / Porphyria                                               |
| 2009         | с  | Дорогой доктор              | Royal Pains               | София Сантос / Sofia Santos                                        |
| 2010         | ф  | Венера и Вегас              | Venus & Vegas             | Кристен / Kristen                                                  |
| 2011         | с  | Риццоли и Айлс              | Rizzoli & Isles           | Помощник окружного прокурора Валери Дельгадо / ADA Valerie Delgado |
| 2012         | ф  | Закон доблести              | Act of Valor              | Моралес / Morales                                                  |
| 2012         | с  | Отчаянные домохозяйки       | Desperate Housewives      | Кармен                                                             |
| 2013—2016    | с  | Коварные горничные          | Devious Maids             | Кармен Луна / Carmen Luna                                          |
| 2013         | с  | Телеведущие                 | Newsreaders               | Флавия Асаи / Flavia Acai                                          |
| 2014         | с  | Семья на продажу            | Familia en venta          | Лили / Lili                                                        |
| 2016         | с  | Теленовелла                 | Telenovela                | Ведущая погоды / Weather woman                                     |
| 2016         | тф | Смерть танцовщицы из Вегаса | Death of a Vegas Showgirl | Дебби Флорес Нарваес / Debbie                                      |
| 2018         | ф  | Траффик                     | Traffik                   | Малия / Malia                                                      |
| 2019 — н. в. | с  | Гранд-отель                 | Grand Hotel               | Джиджи Мендоса / Gigi Mendonza                                     |

## Награды и Номинации
| Год  | Премия                       | Категория                                                                                | Номинируемая работа  | Результат |
| ---- | ---------------------------- | ---------------------------------------------------------------------------------------- | -------------------- | --------- |
| 1998 | ALMA                         | Выдающийся индивидуальный вклад в национальном синдицированном драматическом телесерилае | «Fame L.A.»          | Номинация |
| 2002 | ALMA                         | Лучшая женская роль второго плана в кинофильме                                           | «Час пик 2»          | Номинация |
| 2004 | Fangoria Chainsaw Awards     | Лучшая женская роль                                                                      | «Ночной охотник»     | Номинация |
| 2004 | Latin Grammy Awards          | Лучшее музыкальное видео                                                                 | «Amor Amor»          | Номинация |
| 2006 | Black Reel Awards            | Лучшая женская роль — телевидение                                                        | «Коджак»             | Номинация |
| 2007 | NAACP Image Award            | Лучшая женская роль в драматическом телесериале                                          | «Без следа»          | Номинация |
| 2007 | ALMA                         | Лучшая женская роль второго плана в телесериале                                          | «Без следа»          | Номинация |
| 2008 | ALMA                         | Лучшая женская роль в драматическом телесериале                                          | «Без следа»          | Победа    |
| 2009 | ALMA                         | Актриса года в драматическом телесериале                                                 | «Без следа»          | Номинация |
| 2012 | ALMA                         | Любимая актриса фильма — Драма/Приключения                                               | «Закон доблести»     | Номинация |
| 2014 | Imagen Awards                | Лучшая женская роль — телевидение                                                        | «Коварные горничные» | Номинация |
| 2015 | Imagen Awards                | Лучшая женская роль — телевидение                                                        | «Коварные горничные» | Номинация |
| 2018 | Raul Julia Foundation Awards | За вклад и достижения                                                                    |                      | Победа    |